# 無障礙劇團
無障礙劇團（英語：Hand in Hand Capable Theatre），於2013年由香港藝團糊塗戲班成立，為香港藝術團體，目的透過戲劇訓練及表演，讓聾人、視障、肢體傷殘、精神病康復者以及健全人士，都有平等機會去接觸藝術。

## 成立背景
魏綺珊從新聞主播以至公關工作退下來之後，她將心思都放在戲劇上。早前跟龍耳電視合作，認識聾人及其他傷殘人士的機構，知道一群傷健人士有表演天分，便想到結合她的專長，在2013年獲勞工及福利局「社區投資共享基金」資助成立「無障礙劇團」，成為香港第一個由專業劇團支援，集合聾人、視障、肢體傷殘、健全人士以至精神病康復者於一體的藝術劇團。
此劇團以戲劇作橋樑，提供表演平台，讓不同能力的人一齊建立自信展現才能，劇團希望不同能力人士，都能發揮其所長，以生命影響生命。

## 宣傳傷健共融
該劇團成員各有不同的障礙，但藝術總監陳文剛表示，只要設身處地為不同障礙人士多想一點，就能幫助他們衝破障礙。例如，戲劇訓練中有時會有音樂播放，讓演員隨著音樂做出肢體動作，但聾人演員不能聽到音樂，他表示會讓他們用手摸擴音器，讓他們可以靠震動來感受音樂，希望藉此帶出傷健共融信息。
該劇團會透過戲劇訓練及表演，讓傷殘人士、精神康復者以及健全人士，有更多機會接觸社會，亦讓傷健有平等機會去接觸藝術，增加他們的自信心及表達能力，以及建立不同界別人士的互補不足及互相協助的文化，達至傷健共融。

## 協作伙伴
- 龍耳
- 聖雅各福群會
- 基督教勵行會
- 康和互助社聯會
- 香港失明人互聯會
- 香港傷殘青年協會
- 葵涌醫院戲劇小組
- 路向四肢傷殘人士協會
- 紅十字會甘乃廸中心校友會
- 基督教聯合那打素社康服務